# Torpedo (Barton-on-Humber)
Torpedo is een historisch merk van motorfietsen.
De bedrijfsnaam was: F. Hopper & Co. Ltd., Barton-upon-Humber, Lincolnshire.
Dit was een Engelse fietsenfabriek die ook stevige motorfietsen met 294- tot 499 cc Precision-motoren bouwde.
Torpedo werd in 1880 opgericht als rijwielfabriek en werd in 1907 een Limited Company. In 1908 werden de eerste motorfietsen geproduceerd. Ze hadden een 4¼pk-Fafnir-motor, die al snel vervangen werd door 2½- en 3½pk-Precision-motoren met directe riemaandrijving vanaf de krukas. Voor 1914 werd de modellenlijn uitgebreid met een 4¼pk-model met naafversnelling en een 190cc-lichtgewicht model. In dat jaar leverde het bedrijf ook auto's, frames en onderdelen aan andere merken. In 1915 werd de productie van onderdelen voor andere merken zelfs nog uitgebreid met voorvorken, tanks, wielen, spatborden, pedalen en sturen. In 1920 werd de productie bij Torpedo beëindigd.
- Voor andere merken met de naam Torpedo, zie Torpedo (Frankfurt) - Torpedo (Geestemünde) - Torpedo (Kolin) - Torpedo (Verenigde Staten)